# Systologaster alba
Systologaster alba är en tvåvingeart som först beskrevs av Martin 1976.  Systologaster alba ingår i släktet Systologaster och familjen rovflugor. Inga underarter finns listade i Catalogue of Life.